# Francesco Cavalli
Francesco Cavalli (født Pietro Francesco Caletti-Bruni 14. februar 1602 i Venedig, død 14. januar 1676 i Cremona) var en italiensk komponist fra den barokke periode.

## Liv
Cavallis fader, Giovanni Battista Caletti (1577 – ca. 1642), domkapelmester og organist i Cremona, gav sønnen den første uddannelse. Den venetianske guvernør i Cremona, Federigo Cavalli, blev drengens mæcen, og tog ham med til Venedig. Komponisten overtog mæcénens navn, da han begyndte at skrive operaer. I 1616 engagerede Claudio Monteverdi Cavalli som sanger i Markuskirken i Venedig, først som drengesopran, der efter som tenor. I 1620 blev Cavalli organist i kirken Santi Giovanni e Paolo, en stilling han først frasagde sig, da han i 1630 giftede sig med den velhavende enke Maria Schiavina. De forblev barnløse, og hun døde i 1652.
Efter en konkurrence blev Cavalli Markuskirkens anden organist i 1639. Han begyndte at skrive for scenen i 1639 (Le nozze di Teti e di Peleo) hurtigt efter, at det første offentlige operahus, Teatro San Cassiano var åbnet i Venedig to år tidligere. Cavallis anden opera var Gli amori d'Apollo e di Dafne. I 1641 kom La Didone med en libretto af Giovanni Francesco Busenello – han havde også skrevet librettoen til Monteverdis L'incoronazione di Poppea. 1642 starter med La virtù de' strali d'Amore, et samarbejde med librettisten Giovanni Faustini (1615–1651) – deres sidste fælles projekt var La Calisto i 1651, året Faustini døde. I mellemtiden var Cavalli blevet internationalt kendt, operaerne Egisto (Paris, 1646) og Giasone (1649) hører til de mest spillede operaer i 1600-tallet. Hans største rival var Antonio Cesti (med l'Orontea).
I 1651 rejste Cavalli til Napoli og opførte tre af sine værker. Operaen Orione (1653) blev opført, da Ferdinand IV blev valgt til konge af romerne; Hypermestra (1658) blev bestilt af Carlo de' Medici.
På kardinal Mazarins "invitation" rejste Cavalli til Paris i april 1660 for at opføre operaer i anledning brylluppet mellem kong Ludvig XIV af Frankrig og Maria Theresia af Spanien. Cavalli, som ikke var frisk, rejste modstræbende og kun på grund af Mazarins politiske pres. Opholdet blev en stor nedtur for den sejrsvante komponist. Protegéen Mazarin døde efter, at Cavalli var ankommet Paris, oveni kom opførelsesproblemer eller intriger hovedsagelig initieret af kongen og sat ud i livet af balletkomponisten Jean-Baptiste Lully. Resultatet blev, at operaen Cavalli komponerede i anledning brylluppet, Ercole amante ("Den forelskede Herkules"), ikke blev færdig i tide. Eftersom det nye teater i Tuilerierne ikke var færdigt, blev Cavallis successopera Xerxes opført i Louvres kunstgalleri. Xerse blev udstyret med en fransk ouverture og korene blev erstattede med balletter med musik af Lully. Lullys bidrag fik al opmærksomheden, og Cavallis italienske opera gik helt upåagtet hen; han blev ikke en gang nævnt som komponist.
Et og et halvt år senere blev Ercole Amante opført i Palais des Tuileries. Fremførelsen varede i seks timer og ind imellem blev der spist og danset til Jean-Baptiste Lullys balletter, mindst 21 i tallet. Opførelsen blev en af de mest mindeværdige hændelser i musikhistorien, da Ludvig XIV af Frankrig dansede i sidste akt af Ballett Royal des sept Planetes, først som Mars, derefter som Pluto og til sidst som Solen. Mens kongen optrådte, messede hoffet "længe leve Solkongen", og med det fik kongen sit kendte tilnavn. Lullys balletter blev bejublet, men Cavallis opera fik en meget reserveret modtagelse, delvis fordi den var på italiensk og måske fordi en kastratsanger optrådte.
Cavalli vendte tilbage til Venedig i 1662. Han var så nedbrudt af nederlagene i Paris, at han udtalte, at han var færdig med at skrive operaer, men alligevel blev det yderligere til seks operaer frem til 1673. I 1665 blev Cavalli førsteorganist i Markuskirken efter, at Massimiliano Neri rejste til Bonn. Maestro di cappella i San Marco blev han først i 1668, efter at Giovanni Rovetta døde. Cavalli beholdt stillingen som kapelmester ved Markuskirken til sin død. I 1669 komponerede Cavalli Coriolano for teatret i Piacenza. Mod slutningen af livet skrev han kun kirkemusik, blandt andet et rekviem til sin egen gravfærd. Cavalli er begravet i San Lorenzo-kirken.

## Musik
Cavalli var den mest indflydelsesrige komponist af offentligt tilgængelige operaer i midten af det 17. århundredes Venedig, en tid da operaen oplevede en veritabel optur i kølvandet på Monteverdis pionérarbejder i begyndelsen af 1600-tallet. Sammen med librettisten Giovanni Faustini Cavalli, som han i 1640-årene skrev de fleste operaer sammen med, medvirkede Cavalli til at gøre opera til en populær underholdningsform. Han reducerede Monteverdis ekstravagante orkester til mindre og billigere ensembler bestående af et lille strygeorkester og basso continuo af hensyn til de begrænsninger, der var forbundet med opførelser på offentlige operahuse, og indførte bel canto med melodiøse arier, som lamento, og populære komiske typer i sine operaer.. I modsætning til Monteverdis tidlige operaer, der blev sat op som ekstravagant hofunderholdning i Mantova, gjorde Cavallis operaer brug af
Cavalli indførte melodiske arier i sin musik og populære persontyper i sine libretti. Hans operaer har en ualmindeligt stærk dramatisk effekt samt et stor musikalsk vingefang og en grotesk humor, som var karakteristisk for den italienske grand opera frem til Alessandro Scarlattis død. Cavallis operaer frembyder det eneste eksempel på en kontinuerlig musikalsk udvikling hos en enkelt komponist i en enkelt genre fra begyndelsen til til slutningen af det 17. århundrede i Venedig – kun et par operaer af andre (som fx Monteverdi og Antonio Cesti) er overleveret. Udviklingen er interessant, fordi opera var stadig var en helt ny genre, da Cavalli begyndte at arbejde, og fordi operagenren var blevet moden og en populær offentlig forestillingsform ved slutningen af hans karriere.
Cavallis operaer indeholder alle 1600-tallet karakteristiske overdrivelser og absurditeter, men viser også at Cavalli havde en bemærkelsesværdig sans såvel for dramatiske virkemidler som for en musikalsk lethed og en grotesk humor, som kendetegner de store italienske operaer frem til Alessandro Scarlattis død. Cavallis operaer blev i tråd med tidens praksis almindeligvis kun opført én sæson.
Cavalli skrev 41 operaer, hvoraf 27 er overleveret og opbevares på Biblioteca Nazionale Marciana (Markuskirkens bibliotek) i Venedig. Der findes kopier af nogle af operaerne andre steder. Desuden er ni andre operaer blevet tilskrevet ham, selv om musikken er tabt, og det er umuligt at føre bevis herfor.
Ud over operaer skrev Cavalli Magnificat i den store venetianske polykorale stil samt en tonedigtning til Jomfru Maria-antifonerne og anden gejstlig musik i en mere konservativ stil (bl.a. et requiem i otte dele, der formentlig var beregnet på hans egen begravelse) samt noget instrumentalmusik.

## Eftermæle
Raymond Leppard stod for den første nyopførelse. Det skete i 1960-erne under Glyndebourne Festival. Senere er flere af Cavallis operaer blevet nyopførte, således La Calisto med blandt andet René Jacobs.

## Værkliste

### Operaer
| Titel                                             | Libretto                                    | Premieredateo                   | Sted, teater                                 | Noter                              |
| ------------------------------------------------- | ------------------------------------------- | ------------------------------- | -------------------------------------------- | ---------------------------------- |
| Le nozze di Teti e di Peleo                       | Orazio Persiani                             | 24. januar 1639                 | Venedig, Teatro San Cassiano                 |                                    |
| Gli amori d'Apollo e di Dafne                     | Giovanni Francesco Busenello                | 1640                            | Venedig, Teatro San Cassiano                 |                                    |
| La Didone                                         | Giovanni Francesco Busenello                | 1641                            | Venedig, Teatro San Cassiano                 |                                    |
| L'amore innamorato                                | ukendt                                      | 1. januar 1642                  |                                              | Tabt                               |
| Narciso et Ecco immortalati                       | Orazio Persiani                             | 1642                            |                                              | Tabt                               |
| La virtù dei strali d'Amore                       | Giovanni Faustini                           | 1642                            | Venedig, Teatro San Cassiano                 |                                    |
| L'Egisto                                          | Giovanni Faustini                           | 1643                            | Venedig, Teatro San Cassiano                 |                                    |
| La Deidamia                                       | Scipione Herrico                            | 1644                            |                                              | Tabt                               |
| L'Ormindo                                         | Giovanni Faustini                           | 1644                            | Venedig, Teatro San Cassiano                 |                                    |
| Il Romolo e »l Remo                               | Giulio Strozzi                              | 1645                            |                                              | Tabt                               |
| La Doriclea                                       | Giovanni Faustini                           | 1645                            | Venedig, Teatro San Cassiano                 |                                    |
| Il Titone                                         | Giovanni Faustini                           | 1645                            | Venedig, Teatro San Cassiano                 | Tabt                               |
| La prosperità infelice di Giulio Cesare dittatore | Giovanni Francesco Busenello                | 1646                            |                                              | Tabt                               |
| La Torilda                                        | Pietro Paolo Bissari                        | 1648                            |                                              | Tabt                               |
| Il Giasone                                        | Giacinto Andrea Cicognini                   | 5. januar 1649                  | Venedig, Teatro San Cassiano                 |                                    |
| L'Euripo                                          | Giovanni Faustini                           | 1649                            |                                              | Tabt                               |
| L'Orimonte                                        | Nicolò Minato                               | 23. februar 1650                | Venedig, Teatro San Cassiano                 |                                    |
| La Bradamante                                     | Pietro Paolo Bissari                        | 1650                            |                                              | Tabt                               |
| L'Oristeo                                         | Giovanni Faustini                           | 9. februar 1651                 | Venedig, Teatro Sant'Apollinare              |                                    |
| La Rosinda                                        | Giovanni Faustini                           | 1651                            | Venedig, Teatro Sant'Apollinare              | Også kendt som Le Magie amorose    |
| L'Armidoro                                        | B. Castoreo                                 | 1651                            |                                              | Tabt                               |
| La Calisto                                        | Giovanni Faustini                           | 28. november 1651               | Venedig, Teatro Sant'Apollinare              |                                    |
| L'Eritrea                                         | Giovanni Faustini                           | 16. januar 1652                 | Venedig, Teatro Sant'Apollinare              |                                    |
| La Veremonda, l'amazzone di Aragona               | Giacinto Andrea Cicognini og Giulio Strozzi | 21. december 1652               | Napoli, Nuovo Teatro del Palazzo Reale       | Også kendt som Il Delio            |
| L'Orione                                          | Francesco Melosio                           | Juni 1653                       | Milano, Teatro Real                          |                                    |
| Il Xerse                                          | Nicolò Minato                               | 12. (?) januar 1654             | Venedig, Teatro Santi Giovanni e Paolo       |                                    |
| Il Ciro                                           | Giulio Cesare Sorrentino                    | 30. januar 1654                 | Venedig, Teatro Santti Giovanni e Paolo      | I samarbejde med Andrea Mattioli   |
| Statira Principessa di Persien                    | Giovanni Francesco Busenello                | 18 januar, 1655 (muligvis 1656) | Venedig, Teatro Santti Giovanni e Paolo      |                                    |
| L'Erismena                                        | Aurelio Aureli                              | 30. december 1655               | Venedig, Teatro Sant'Apollinare              |                                    |
| L'Artemisia                                       | Nicolò Minato                               | 10. januar 1657                 | Venedig, Teatro Santti Giovanni e Paolo      |                                    |
| L'Hipermestra                                     | Giovanni Andrea Moniglia                    | 12. juni 1658                   | Firenze                                      |                                    |
| L'Antioco                                         | Nicolò Minato                               | 12. januar 1659                 | Venedig, Teatro San Cassiano                 | Tabt                               |
| Il rapimento d'Helena                             | Giovanni Faustini og Nicolò Minato          | 26 December 1659                | Venedig, Teatro San Cassiano                 | Også kendt som "Elena              |
| La pazzia i trono, ossia il Caligola delirante    | Domenico Gisberti                           | 1660                            |                                              | tabt                               |
| Ercole Amante                                     | Francesco Buti                              | 7. februar 1662                 | Parigi, på Salles des Machines i Tuilerierne | Balletmusik af Jean-Baptiste Lully |
| Scipione affricano                                | Nicolò Minato                               | Februar 1664                    | Venedig, Teatro Santti Giovanni e Paolo      |                                    |
| Il Mutio Scevola                                  | Giovanni Faustini og Nicolò Minato          | Februar 1665                    | Venedig, Teatro San Samuele                  |                                    |
| Il Pompeo Magno                                   | Nicolò Minato                               | 20. februar 1666                | Venedig, Teatro San Salvatore                |                                    |
| Eliogabalo                                        | Ukendt, sandsynligvis Aurelio Aureli        | Komponeret 1667, uropført 1668  | Venedig, Teatro San Salvatore                |                                    |
| Coriolano                                         | Ukendt                                      | 27. maj 1669                    | Piacenza                                     | Tabt                               |
| Masenzio                                          | Ukendt                                      | 1673                            |                                              | Tabt                               |